# محكمة عرفية

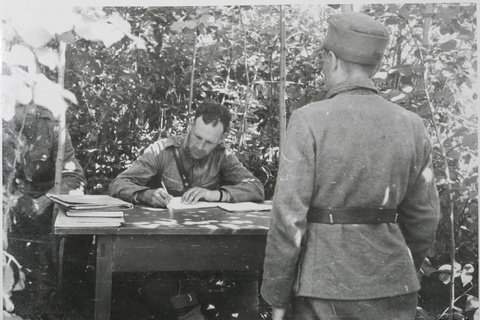

المحكمة العرفية هي محكمة عسكرية تقوم بمحاكمة العسكريين وتتكون المحكمة من عسكريين فقط وذلك خلال الحرب. قد تقوم المحكمة العرفية في بعض الأحيان وفي بلد ما بمحاكمة مدنيين خلال الحرب وذلك إن تعلقت محاكمتهم بمسألة أمن البلد.
الهدف منها هي محاكمة أفعال العسكريين التابعيين لبلد المحكمة خلال الخلافات وذلك ما حسب ما تنصه المواثيق الدولية كإتفاقية جنيف التي تقتضي مثلا بمحاكمة أسرى الحرب المتهمين بجرائم كما يحاكم جنود البلد الذي تتبعه. قد تتمع بعض المحاكم العرفية بصلاحيات أكبر كمحاكمة عسكريين أجانب قاموا بخرق قوانين الحرب مثلا.
كثر استعمال المحاكم العرفية في سبتمبر 1914 إثر الحرب العالمية الأولى وتم التخلي عنها سنة 1917. تم سحب المحاكم العرفية من قانون العدالة الحربية في فرنسا سنة 1928.
تم في سنة 1998 التخلي عن عقوبة الإعدام في الجيش ما يمنع إصدار المحاكم العرفية لعقوبة الإعدام.
في الإنجليزية أو الفرنسية المحكمة العرفية هي Court-martial و martial مشتقة من كلمة Mars إلاه الحرب في الميثولوجيا الرومانية.